# 娅埃勒·纳伊姆

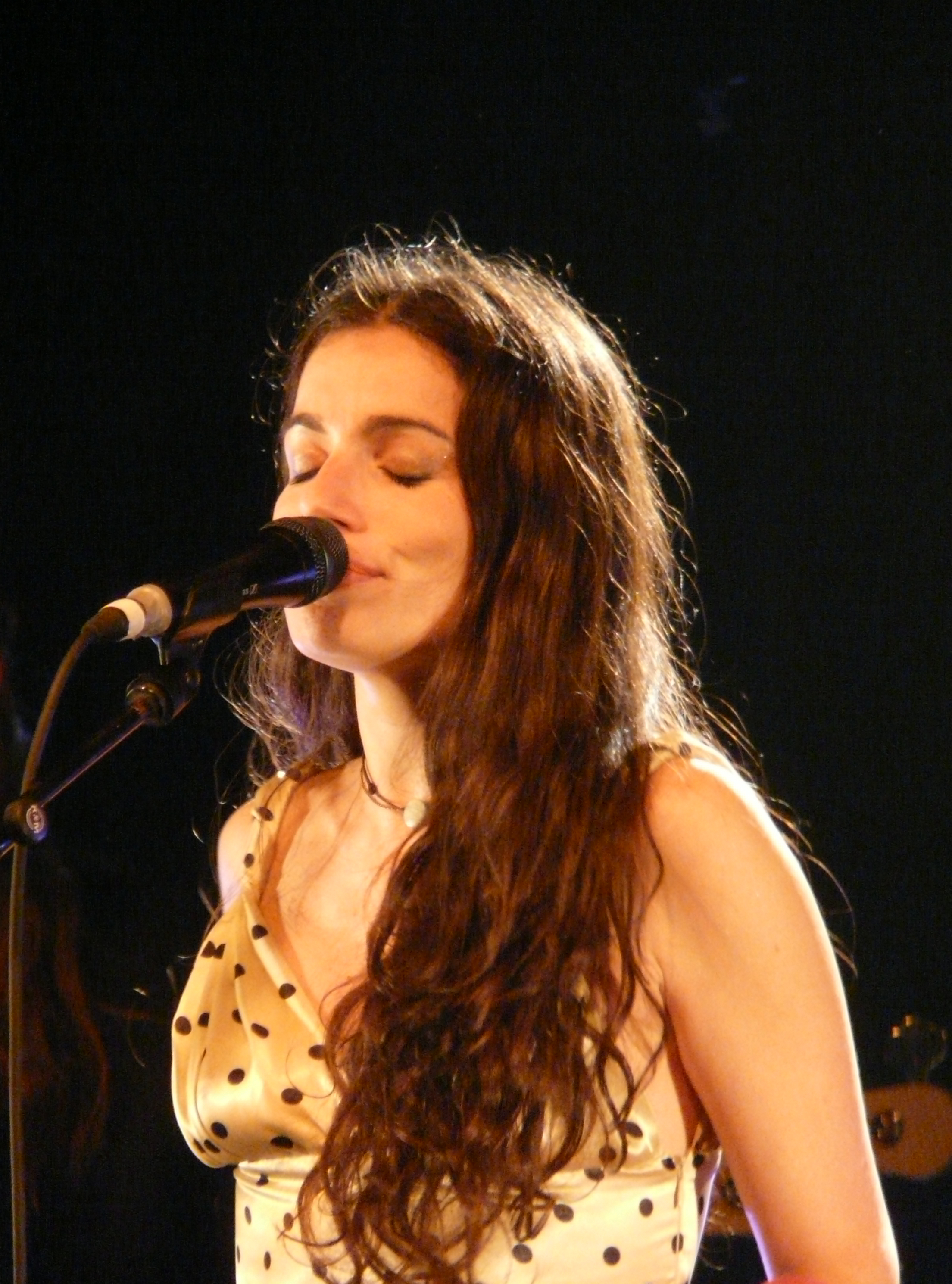
娅埃勒·纳伊姆

娅埃勒·纳伊姆（希伯来语：‎，1978年—），以色列歌手、作曲人。
纳伊姆出生于法国巴黎一个犹太家庭，四岁时随全家迁至以色列拉马特沙龙。
2008年1月，苹果公司首席执行官史蒂夫·乔布斯选择纳伊姆的歌曲《纯洁心灵（New Soul）》作为新产品MacBook Air的广告曲，纳伊姆因此一举成名。